# Wylie’s Baths

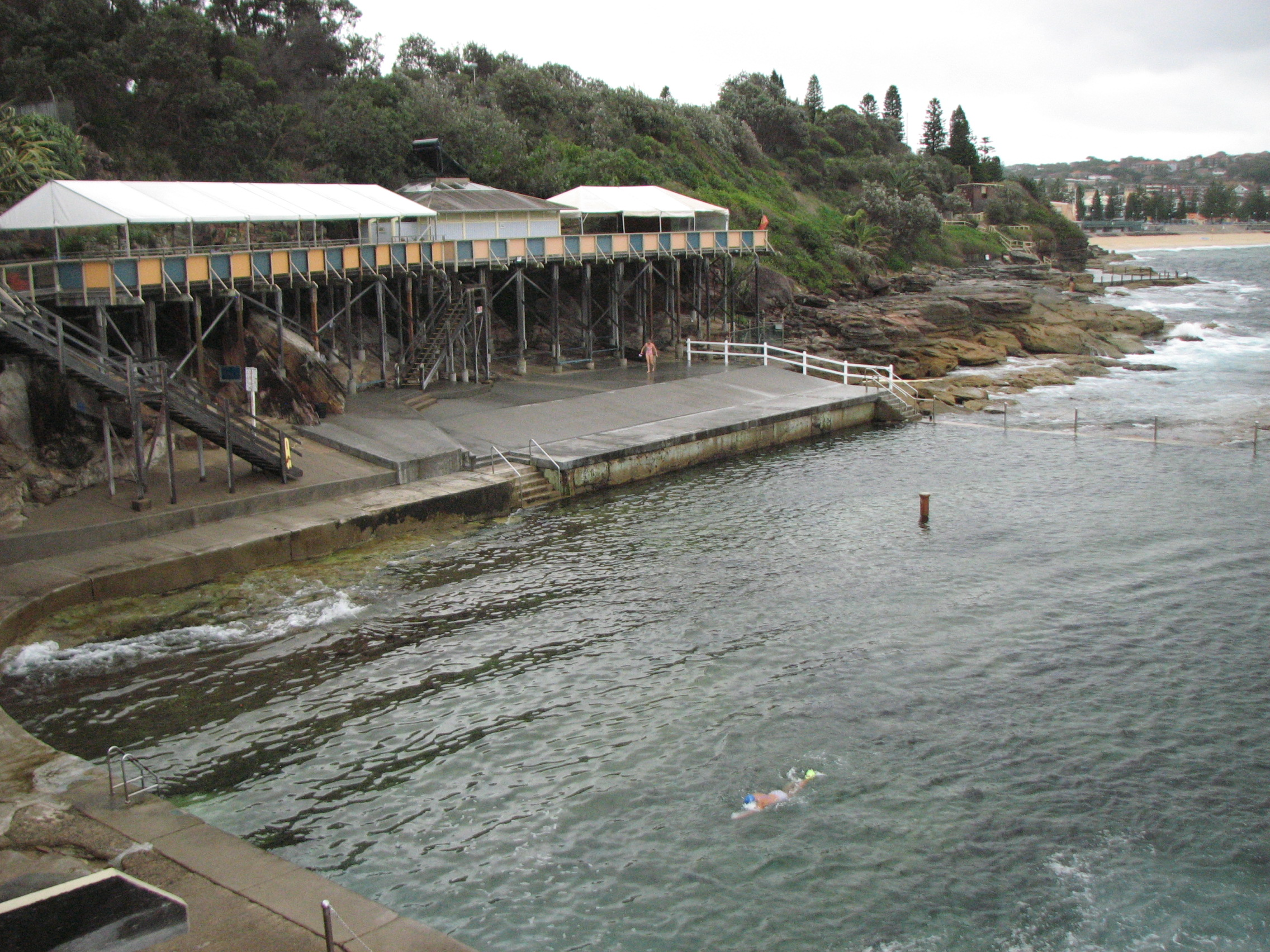
Wylie's Baths

Wylie’s Baths, jahrelang auch Sunstrip Pool genannt, ist ein historisches Schwimmbecken, ein sogenannter Rockpool. Das Bad liegt im Süden des Strands von Coogee, einer Vorstadt von Sydney in New South Wales, Australien.
Das Schwimmbad wurde im November 2003 in Denkmalschutzliste von New South Wales eingetragen.

## Geschichte
Gebaut wurde das Schwimmbecken im Jahr 1907 von Henry Alexander Wylie, einem Langstreckenschwimmer und Tauchsportler. Dieses Bad und das nahe gelegene, ebenso denkmalgeschützte McIver’s Baths waren die ersten beiden öffentlichen Schwimmbäder für Frauen in Australien. Wylie’s Baths ist eines von zwei Rockpools in Australien, die durch eine private Initiative gebaut wurden.
Die Tochter von Henry Wylie war Mina Wylie. Sie und die mit ihr befreundete Fanny Durack bereiteten sich gemeinsam in diesem Schwimmbecken auf die Olympischen Sommerspiele im Jahr 1912 in Oslo vor. Fanny Durack gewann die Goldmedaille im Freistilschwimmen der Frauen über 100 Meter. Mina Wylie belegte hinter ihr den zweiten Platz und gewann eine olympische Silbermedaille. Diese Medaillen waren die ersten, die australische Frauen in einem olympischen Schwimmwettbewerb gewannen. 1912 war Frauenschwimmen erstmals eine olympische Disziplin.
Das Schwimmbad war eines der ersten in Australien, das Frauen und Männer gleichzeitig zugänglich war. 1912 brachte Henry Wylie über dem Bad einen hölzernen Promenadenweg an.
1959 übernahm Desmond Selby das Schwimmbad, der es Sunstrip Pool nannte. In der Mitte der 1970er Jahre wurde das Schwimmbad, als es leer stand, in Folge starker Brandung beschädigt. Die Verwaltung des Randwick Councils übernahm das Bad im Jahr 1978. Dies führte auch zur Übernahme des historischen Namens.
1994 wurde das Bad und der hölzerne Promenadenweg auf öffentlichen Druck hin restauriert und komfortabler für Badende gestaltet. 2000 erhielt das Bad einen Kiosk, der auch Speisen anbietet.
Für den behutsamen Umgang mit der historischen Bausubstanz wurden die ausführenden Architekten mit dem Greenway Award for Conservation by the Australian Institute of Architects ausgezeichnet.
1996 übernahm der Wylie’s Baths Trust das Schwimmbad. Dieser Trust besteht aus vier Repräsentanten, die Mitglieder in vier örtlichen Schwimmvereinen sind, drei lokal ansässigen Einwohnern in Coogee und Vertretern des Randwick City Councils.

## Denkmalschutz
2003 wurde das Wylie’s Baths aufgrund seiner historischen und kulturellen Bedeutung in die Denkmalschutzliste des Bundesstaates New South Wales eingetragen.